# クロティルデ・フォン・メーレンベルク

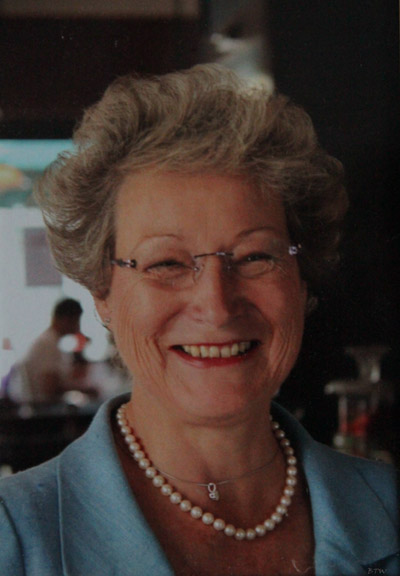
クロティルデ・フォン・リンテレン

クロティルデ・エリーザベト・グレーフィン（女伯爵）・フォン・メーレンベルク（Clotilde Elisabeth Gräfin von Merenberg, 1941年5月14日 ヴィースバーデン - ）は、ドイツの精神科医。現在はクロティルデ・フォン・リンテレン博士（Dr. Clotilde von Rintelen）と名乗っている。11世紀から続くドイツ諸侯ナッサウ家の最後の男系子孫である。
ドイツ国防軍将校であったゲオルク・ミヒャエル・フォン・メーレンベルク伯爵（1897年 - 1965年）とその2番目の妻エリーザベト・ミュラー＝ウーリ（1903年 - 1963年）の間の一人娘。ドイツのナッサウ侯子ニコラウスと、ロシアの詩人アレクサンドル・プーシキンの娘ナターリヤの曾孫にあたる。
曾祖父母の貴賤結婚のためナッサウ家の正嫡かどうか議論のあるメーレンベルク家に属し、1965年の父の死以降、同家最後の男系子孫である。正嫡のナッサウ家では、2流のうちのオットー系が1962年オランダ前女王ウィルヘルミナの死により、メーレンベルク家の本家筋ヴァルラム系も1985年ルクセンブルク女大公シャルロットの死により、それぞれ男系が断絶した。したがって、婚外で派生した系統を除くと、ナッサウ家全体の最後の男系子孫となる。
1965年、ベルリン＝シャルロッテンブルク出身の婦人科医エンノ・フォン・リンテレン（1921年 - 2013年）と結婚し、間に3人の息子をもうけた。夫の家族リンテレン家はヘルフォルトの都市門閥の末裔で、夫はプロイセン陸軍中将ヴィルヘルム・フォン・リンテレンの長男でドイツ銀行理事を務めたヴィクトーア・フォン・リンテレン（1887年 - 1954年）の息子である。
プーシキンの玄孫、及びロシア皇帝アレクサンドル2世の曾孫にあたることから、ドイツ・プーシキン協会（Deutschen Puschkingesellschaft）会長、及びヘッセン州ロシア相互文化交流・人道援助団体（Herus e.V. - Hessisch-russischer interkultureller Austausch und humanitäre Hilfe）会長を務めている。

## 引用・脚注
1. ↑  Genealogisches Handbuch des Adels, Fürstliche Häuser XVI. "Luxemburg". C.A. Starke Verlag, 2001, pp. 80-81. German.
2. ↑  Genealogy of Emil Viktor Wilhelm Kurt von Rintelen.
3. ↑  “Vorsitzende: Clotilde von Rintelen”. 2015年9月24日時点のオリジナルよりアーカイブ。2015年8月28日閲覧。
4. ↑  “Kulturportal Russland - Institution - Herus e.V. - Hessisch-russischer interkultureller Austausch und humanitäre Hilfe”. 2015年8月16日時点のオリジナルよりアーカイブ。2015年8月28日閲覧。